# Pfroslkopf
Pfroslkopf är ett berg i Österrike.   Det ligger i distriktet Landeck och förbundslandet Tyrolen, i den västra delen av landet, 500 km väster om huvudstaden Wien. Toppen på Pfroslkopf är 3 148 meter över havet, eller 292 meter över den omgivande terrängen. Bredden vid basen är 0,58 km.
Terrängen runt Pfroslkopf är huvudsakligen bergig, men den allra närmaste omgivningen är kuperad. Runt Pfrodlkopf är det ganska glesbefolkat, med 28 invånare per kvadratkilometer.. Närmaste större samhälle är Fliess, 17,3 km norr om Pfroslkopf. 
Trakten runt Pfroslkopf består i huvudsak av gräsmarker.